# Esqui cross-country nos Jogos Olímpicos de Inverno de 2022 - Revezamento 4x5 km feminino
O revezamento 4x5 km feminino do esqui cross-country nos Jogos Olímpicos de Inverno de 2022 foi disputado em 12 de fevereiro no Centro Nórdico Kuyangshu e Centro de Biatlo, em Zhangjiakou.

## Medalhistas
|  | ROC                                                                |  | GER Alemanha                                                   |  | SWE Suécia                                                  |
|  | Yuliya Stupak Natalya Nepryayeva Tatiana Sorina Veronika Stepanova |  | Katherine Sauerbrey Katharina Hennig Victoria Carl Sofie Krehl |  | Maja Dahlqvist Ebba Andersson Frida Karlsson Jonna Sundling |

## Programação
Horário local (UTC+8).
| Data            | Horário | Evento |
| --------------- | ------- | ------ |
| 12 de fevereiro | 15:30   | Final  |

## Resultados
A prova foi disputada por 18 equipes.
| Pos. | Bib | País                                                                                     | Tempo                                     | Diferença |
| ---- | --- | ---------------------------------------------------------------------------------------- | ----------------------------------------- | --------- |
| 01 ! | 2   | ROC Yuliya Stupak Natalya Nepryayeva Tatiana Sorina Veronika Stepanova                   | 53:41.0 14:21.3 14:06.4 12:39.2 12:34.1   | —         |
| 02 ! | 5   | GER Alemanha Katherine Sauerbrey Katharina Hennig Victoria Carl Sofie Krehl              | 53:59.2 14:22.8 14:00.6 12:38.5 12:57.3   | +18.2     |
| 03 ! | 6   | SWE Suécia Maja Dahlqvist Ebba Andersson Frida Karlsson Jonna Sundling                   | 54:01.7 14:41.1 14:07.3 12:48.5 12:24.8   | +20.7     |
| 4    | 3   | FIN Finlândia Anne Kyllönen Johanna Matintalo Kerttu Niskanen Krista Pärmäkoski          | 54:02.2 14:33.9 14:15.0 12:31.1 12:42.2   | +21.2     |
| 5    | 1   | NOR Noruega Tiril Udnes Weng Therese Johaug Helene Marie Fossesholm Ragnhild Haga        | 54:09.8 14:48.4 13:57.8 12:30.4 12:53.2   | +28.8     |
| 6    | 4   | USA Estados Unidos Hailey Swirbul Rosie Brennan Novie McCabe Jessie Diggins              | 55:09.2 14:46.0 14:13.8 12:59.7 13:09.7   | +1:28.2   |
| 7    | 7   | SUI Suíça Laurien van der Graaff Nadine Fähndrich Nadja Kälin Alina Meier                | 56:41.5 14:45.2 14:12.9 13:38.5 14:04.9   | +3:00.5   |
| 8    | 18  | ITA Itália Anna Comarella Caterina Ganz Martina Di Centa Lucia Scardoni                  | 57:20.5 15:28.1 15:11.4 13:17.9 13:23.1   | +3:39.5   |
| 9    | 9   | CAN Canadá Katherine Stewart-Jones Dahria Beatty Cendrine Browne Olivia Bouffard-Nesbitt | 57:20.9 15:04.5 15:01.6 13:17.0 13:57.8   | +3:39.9   |
| 10   | 16  | CHN China Chi Chunxue Li Xin Jialin Bayani Ma Qinghua                                    | 57:49.7 15:02.9 15:15.9 13:39.5 13:51.4   | +4:08.7   |
| 11   | 10  | JPN Japão Masako Ishida Masae Tsuchiya Chika Kobayashi Miki Kodama                       | 58:40.6 14:33.6 15:53.9 13:59.8 14:13.3   | +4:59.6   |
| 12   | 17  | FRA França Léna Quintin Delphine Claudel Flora Dolci Mélissa Gal                         | 59:03.9 16:06.6 15:23.8 13:23.6 14:09.9   | +5:22.9   |
| 13   | 8   | CZE República Checa Tereza Beranová Petra Nováková Kateřina Janatová Petra Hynčicová     | 59:32.6 17:08.7 15:27.8 13:14.6 13:41.5   | +5:51.6   |
| 14   | 12  | POL Polônia Izabela Marcisz Monika Skinder Weronika Kaleta Karolina Kukuczka             | 1:00:21.5 15:24.8 16:01.4 14:24.8 14:30.5 | +6:40.5   |
| 15   | 11  | KAZ Cazaquistão Kseniya Shalygina Angelina Shuryga Nadezhda Stepashkina Irina Bykova     | 1:01:15.4 15:51.3 16:00.4 14:12.0 15:11.7 | +7:34.4   |
| 16   | 14  | EST Estônia Kaidy Kaasiku Merlii Mariel Keidy Kaasiku Aveli Uustalu                      | 1:01:18.9 15:45.5 15:38.9 14:02.2 15:52.3 | +7:37.9   |
| 17   | 15  | LAT Letônia Patrīcija Eiduka Kitija Auziņa Baiba Bendika Samanta Krampe                  | 1:01:20.6 15:20.8 16:11.0 13:11.8 16:37.0 | +7:39.6   |
| 18   | 13  | UKR Ucrânia Viktoriya Olekh Valiantsina Kaminskaya Maryna Antsybor Daria Rublova         | LAP 17:55.5 LAP                           | +9        |

Legenda
| Recorde mundial      | Recorde mundial (World record)               |                       | Recorde africano                      | Recorde africano (African) |                                           | Q | Classificado por posição (Qualified) |
| Recorde olímpico     | Recorde olímpico (Olympic record)            | Recorde da América    | Recorde da América (Americas)         | q                          | Classificado por melhor tempo (Qualified) |   |                                      |
| Melhor marca do ano  | Melhor marca do ano (World leading)          | Recorde asiático      | Recorde asiático (Asian)              | DNS                        | Não largou (Did not start)                |   |                                      |
| Recorde nacional     | Recorde nacional (National record)           | Recorde europeu       | Recorde europeu (European)            | DNF                        | Não terminou (Did not finish)             |   |                                      |
| Recorde pessoal      | Recorde pessoal do atleta (Personal best)    | Recorde da Oceania    | Recorde da Oceania (Oceania)          | DSQ / DQ                   | Desclassificado (Disqualified)            |   |                                      |
| Recorde da temporada | Recorde da temporada do atleta (Season best) | Recorde sul-americano | Recorde sul-americano (South America) | NM                         | Sem marca (No mark)                       |   |                                      |